# Joint Interagency Counter Trafficking Center
Das U.S. European Command’s Joint Interagency Counter Trafficking Center (kurz: JICTC) ist eine 2011 gegründete Dienststelle des United States Central Command. Genannt wurde der JICTC inoffiziell jedoch schon Ende 2010, offiziell unterrichtete die US-Regierung die Deutsche Bundesregierung aber erst im November 2012.

## Aufgaben
Die JICTC soll in Zusammenarbeit mit internationalen Partnern, im Zuständigkeitsbereich innerhalb des United States European Command (EUCOM) transnationalen Bedrohungen entgegenwirken. So will sie sich hauptsächlich der Bekämpfung von Drogen-, Waffen- und Menschenhandel widmen.
Die Organisation ist nach eigenen Angaben eine Mischung aus Polizei und Militär ohne tödliche Waffen. Der Betrieb wurde 2012 in Stuttgart, in den Räumen des EUCOM, mit etwa 40 Mitarbeitern unterschiedlicher US-Behörden aufgenommen und steht unter der Leitung von Brig. Gen. Mark D. Scraba. Die Bundesregierung räumt dem JICTC große Freiheit ein, so arbeiten unter anderem Agenten des FBI und des Ministeriums für Innere Sicherheit bei der Behörde. Damit schufen die USA innerhalb Deutschlands einen Graubereich zwischen militärischer Gefahrenabwehr, Terror- und Kriminalitätsbekämpfung operierende Sicherheitsbehörde. Das Hauptquartier der US-Spezialkräfte Special Operations Command Europe ist dort ebenfalls untergebracht.

## Aufbau
Der Mitarbeiterstamm setzt sich, neben FBI und Homeland Security, aus den folgenden Behörden zusammen:
- Verteidigungsministerium der Vereinigten Staaten
- Außenministerium der Vereinigten Staaten
- Finanzministerium der Vereinigten Staaten
- Energieministerium der Vereinigten Staaten
- amerikanische Grenzschutz-, Einwanderungs- und Zollbehörde (United States Customs and Border Protection)
- amerikanische Drogenvollzugsbehörde (Drug Enforcement Administration)

## Haltung der Bundesregierung
Die in Deutschland vorherrschende strikte Trennung zwischen Kriminalitätsbekämpfung und Verteidigungsaufgaben – das Militär darf in Deutschland nicht zu polizeilichen Maßnahmen herangezogen werden – gilt hier für die JICTC nicht, im Gegenteil, dort gehört diese Kooperation zum Prinzip. Die Bundesregierung äußerte sich nach einer Anfrage der Abgeordneten Paul Schäfer und Wolfgang Gehrke, jeweils Die Linke, hierzu wie folgt:

„Es wird zunächst darauf hingewiesen, dass die US-Regierung in ihrem Vorgehen nicht strikt zwischen Verteidigung und polizeilicher Gefahrenabwehr unterscheidet, sondern einen erweiterten Sicherheitsbegriff zugrunde legt. Sie stützt sich hierbei auf die Annahme, dass der internationale Drogenhandel und auch der Waffen- und Menschenschmuggel für terroristische Zwecke genutzt werden.“

Weiterhin wollte die Partei wissen in welchem Umfang die Bundesregierung das JICTC unterstützt. Die Bundesregierung antwortete hierauf:

„Es seien allerdings weder Unterstützungsleistungen erbracht worden, noch seien welche geplant. In Zukunft will sich die Bundesregierung "anlassbezogen" mit der US-Regierung über das JICTC austauschen.“